# Miguel Mínguez
Miguel Mínguez Ayala (Bilbao, 30 agosto 1988) è un ex ciclista su strada spagnolo, professionista dal 2008 al 2014.

## Carriera
Accede al professionismo nel 2008 con il team Continental basco Orbea-Oreka, militandovi anche nella stagione seguente. Buon cronoman e ritenuto una promessa del ciclismo spagnolo, l'8 ottobre 2009 firma l'accordo che lo lega all'Euskaltel-Euskadi. Nel 2011 partecipa per la prima volta al Giro d'Italia, portandolo a termine; conclude la "Corsa rosa" anche nel 2012 e nel 2013. Nel 2013 si classifica quinto al Gran Premio Primavera e terzo in una tappa del Tour des Pays de Savoie.

## Piazzamenti

### Grandi Giri
- Giro d'Italia

2011: 135º
2012: 157º
2013: 166º

### Classiche monumento
- Milano-Sanremo

2013: ritirato
- Giro delle Fiandre

2011: ritirato
2012: ritirato
- Parigi-Roubaix

2011: fuori tempo
- Giro di Lombardia

2012: ritirato